# Klokkentoren van Ivan de Grote

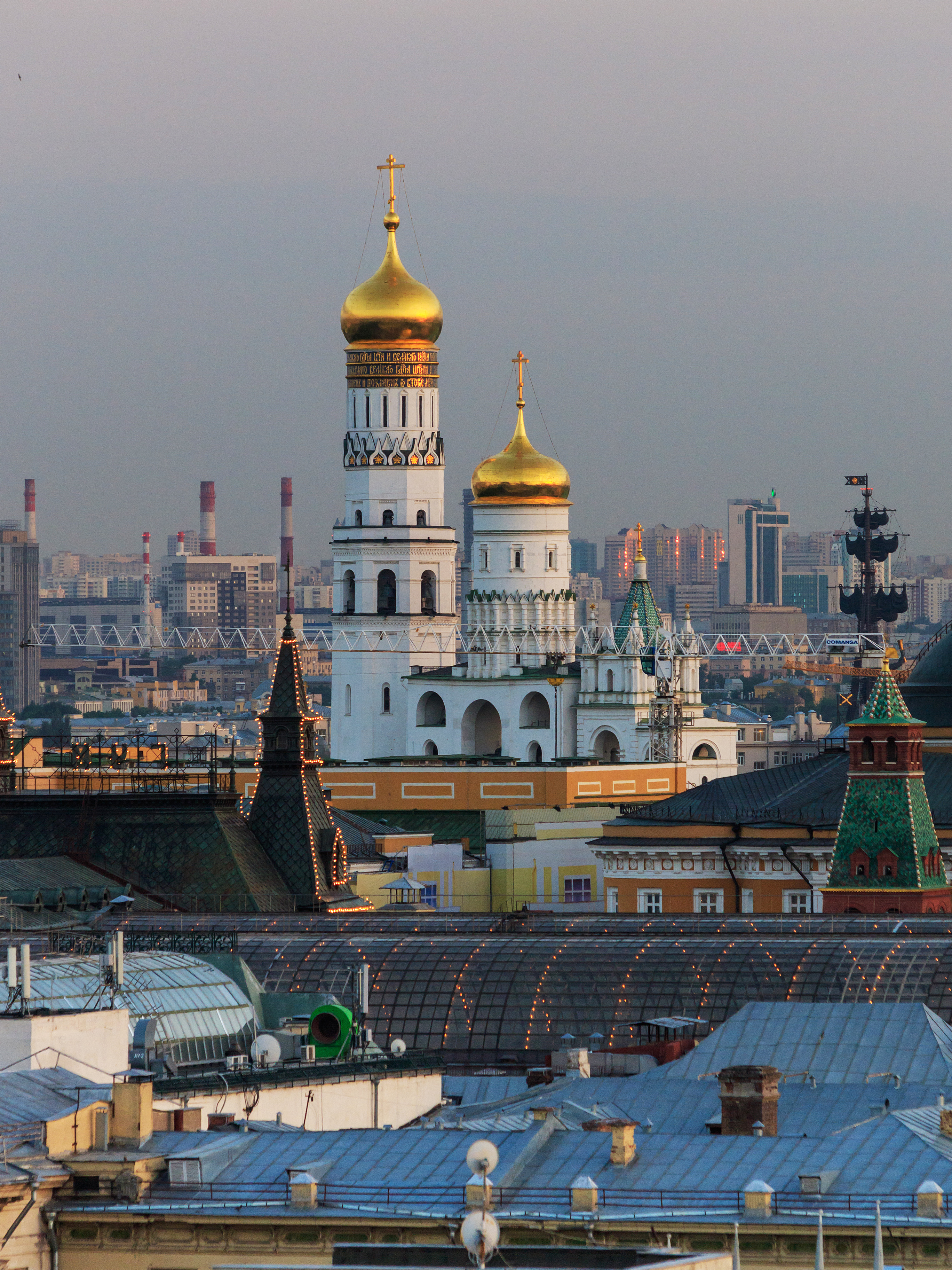
Klokkentoren van Ivan de Grote

De Klokkentoren van Ivan de Grote (Russisch: Колокольня Ивана Великого; Kolokolnja Ivana Velikogo) is de grootste toren van de klokkentorens die in de Kremlin van Moskou luiden, met een hoogte van 81 meter. Het was gebouwd voor de Kathedraal van de Ontslapenis van de Moeder Gods, de Aartsengel Michaëlkathedraal en de Verkondigingskathedraal.
Vanaf 1329, stond Moskou's eerste stenen klokkentoren op de plek, waar ook de kerk van de heilige Ivan van de Ladder stond. Vandaar de naam "Ivan".
Na de dood van Ivan III (ook bekend als Ivan de Grote) in 1505, verklaarde zijn zoon Vasili III dat er een nieuwe toren moest komen als een monument ter herinnering van zijn vader. Van 1505 tot 1508 werd de nieuwe klokkentoren naast de oude toren gezet en ernaar vernoemd.
- Gemeinsame Normdatei: 1033189936
- Virtual International Authority File: 297712114